# Cayes Jacmel
Cayes Jacmel är en ort i Haiti.   Den ligger i departementet Sud-Est, i den södra delen av landet, 30 km söder om huvudstaden Port-au-Prince. Cayes Jacmel ligger 12 meter över havet och antalet invånare är 1 609.
Terrängen runt Cayes Jacmel är huvudsakligen kuperad, men den allra närmaste omgivningen är platt. Havet är nära Cayes Jacmel åt sydost.  Närmaste större samhälle är Jacmel, 14,9 km väster om Cayes Jacmel. 